# Ivan Safronov
Ivan Ivanovič Safronov (* 18. května 1990, Moskva) je ruský novinář. V červenci 2020 byl zatčen na základě obvinění z velezrady kvůli údajné spolupráci s českou rozvědkou. Dne 5. září 2022 byl odsouzen k 22 letům vězení ve vězení se zvýšenou ostrahou.

## Život
Ivan Safronov pracoval ve vojenském zpravodajství pro list Kommersant do roku 2019. Později se stal novinářem v deníku Vedomosti. V květnu 2020 začal pracovat v agentuře Roskosmos jako poradce jejího tehdejšího ředitele Dmitrije Rogozina.

### Obvinění z velezrady
V červenci 2020 byl Safronov tajnou službou FSB zatčen na základě obvinění z velezrady. FSB tvrdí, že novináře v roce 2012 zverbovala česká rozvědka. Safronov podle obvinění předával tajné informace o dodávkách ruských zbraní postsovětským státům, na Blízký východ, do Afriky a na Balkán. Tyto informace by prý státy NATO mohly použít proti Rusku. Safronov měl také předávat informace o působení ruských vojáků v Sýrii politologovi Demurimu Voroninovi, který je měl dál přeposílat německé tajné službě. Safronovovou motivací mělo být to, že Voronin mu údajně za informace platil 248 dolarů (asi 6000 korun). Kommersant označil toto obvinění za "absurdní".
V srpnu 2022 Safronov nepřistoupil na dohodu s vyšetřovateli, podle které si měl odsloužit 12letý trest odnětí svobody. Dne 5. září 2022 byl Safronov odsouzen k 22 letům vězení v trestanecké kolonii se zvýšenou ostrahou. Navíc musí zaplatit pokutu 500 000 rublů (asi 204 000 korun). „Každý novinář v Rusku by si měl nyní rozmyslet, zda má zůstat u této profese,“ komentoval rozsudek Safronovův advokát Dmitrij Katčev, který se proti němu hodlá odvolat.

### Rodina
Safronovův otec, rovněž jménem Ivan Safronov (1956–2007), byl ruský novinář a publicista, který se věnoval vojenským tématům v deníku Kommersant. Zemřel po pádu z 5. patra moskevského činžovního domu. Objevily se spekulace, že Safronov mohl být zabit za své kritické zpravodajství: místní prokuratura zahájila vyšetřování jeho smrti. V září 2007 vydala oficiální prohlášení, že šlo o sebevraždu.